# Prewentorium
Prewentorium (z łac. praeventor „idący naprzód, wyprzedzający”) – zamknięty zakład zapobiegawczo-leczniczy przeznaczony głównie dla dzieci i młodzieży, zagrożonych jakąś chorobą, najczęściej gruźlicą. Nazywany także sanatorium zapobiegawczym, w którym turnusy trwały trzy miesiące.